# Bélmegyer
Bélmegyer é um município da Hungria, situado no condado de Békés. Tem 63,05 km² de área e sua população em 2015 foi estimada em 901 habitantes.